# Culicoides guineensis
Culicoides guineensis är en tvåvingeart som beskrevs av Jean-Jacques Kieffer 1918. Culicoides guineensis ingår i släktet Culicoides och familjen svidknott.
Artens utbredningsområde är Guinea. Inga underarter finns listade i Catalogue of Life.